# Julian Pauli
Julian Pauli (* 18. Juli 2005 in London, England) ist ein deutscher Fußballspieler. Der Innenverteidiger steht beim 1. FC Köln unter Vertrag.

## Karriere
In London geboren, wuchs Pauli fußballerisch in Deutschland auf. Nach seiner ersten Jugendstation bei Fortuna Düsseldorf wechselte er zur Saison 2020/21 in die Jugend von Borussia Dortmund. Nach nur einer Saison in Dortmund wechselte er erneut innerhalb Nordrhein-Westfalens, zum 1. FC Köln. Nach wenigen Jahren in der Jugendabteilung kam er in der Saison 2023/24 zu einigen Einsätzen in der 2. Mannschaft in der Regionalliga  West.
Nach dem Abstieg der Profimannschaft in die 2. Bundesliga rückte er zur Spielzeit 2024/25 unter dem neuen Cheftrainer Gerhard Struber in diese auf.

## Titel
- Deutscher A-Junioren-Pokalsieger: 2023